# 島男也

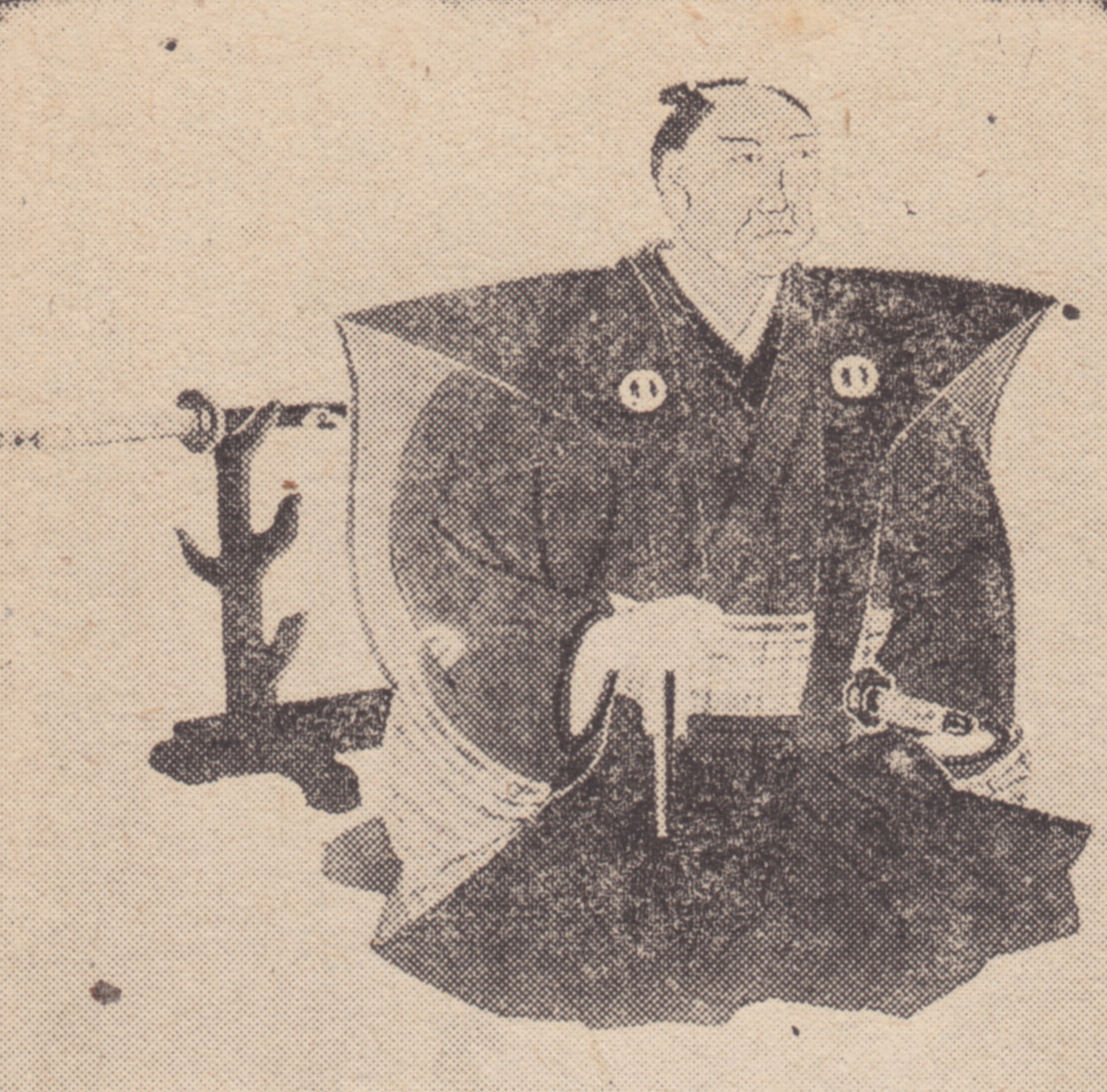
島男也

島 男也（しま おとや、文化6年7月20日（1809年8月30日） - 文久元年11月5日（1861年12月6日））は江戸時代後期の武士、武術家。本名は石井龍雄。通称は八郎。
文化6年（1809年）、笠間藩士・石井盛郷の長男として生まれる。父より示現流剣術を学び、13歳で藩の飛地の神谷（現 福島県いわき市平中神谷）で剣法引立世話役を務めた。その後、津山勝馬より北辰一刀流剣術を学び、天保年間に鹿島流を開いた。これ以外にも槍術、薙刀術、居合など様々な武術を修行したという。
文政12年（1829年）、笠間藩を脱藩して島男也と名乗り、国学者・佐久良東雄らと尊皇攘夷運動に加わる。
弘化元年（1844年）に伊勢国の御薗村（現 三重県伊勢市）の無住の寺で道場を開いた。
嘉永元年（1844年）に大坂に移り、生國魂神社の境内に道場を開いた。
安政4年（1857年）、それまでに学んだ剣術・槍術・居合・薙刀術などの武術を統合して「皇道剣法」と称した。 
佐久良東雄と協力して、桜田門外の変の首謀者の一人の高橋多一郎を自宅に匿っていたが、万延元年3月23日（1860年4月14日）、大坂町奉行所の役人に捕らえられ（高橋は逃走後、自刃）、江戸へ送られた。文久元年11月5日（1861年12月6日）、伝馬町の牢で獄死。享年53。 
墓は茨城県笠間市の月崇寺にある。
昭和3年（1928年）、正五位を追贈された。